# Rossella Carrara
Rossella Carrara (Pieve di Cadore, 4 settembre 1971) è un'ex giocatrice di curling italiana, del Curling Club Auronzo.

## Carriera Sportiva

### Nazionale
Il suo esordio con la maglia azzurra è con la nazionale italiana junior femminile di curling nel campionato mondiale junior del 1989 disputato a Markham, in Canada, in quell'occasione l'Italia si piazzò al decimo posto. Il 22 marzo 1989 nella partita contro la squadra statunitense terminata 16 a 0 per le americane partecipa alla peggior sconfitta della nazionale italiana junior femminile di curling di sempre.
Rossella partecipò a due mondiali junior con la nazionale junior totalizzando 18 partite.
Il miglior risultato ottenuto dall'atleta è il 9º posto ai campionati mondiali junior ottenuto nel 1990 a Portage la Prairie in Canada.
CAMPIONATI
Nazionale junior
- Mondiali junior
  - 1989 Markham ( Canada) 10°
  - 1990 Portage la Prairie ( Canada) 9°